# (11598) Kubík
Pour les articles homonymes, voir Kubik.
(11598) Kubík, désignation internationale (11598) Kubik, est un astéroïde de la ceinture principale.

## Description
(11598) Kubik est un astéroïde de la ceinture principale. Il fut découvert le 22 juillet 1995 à l'Observatoire d'Ondřejov par Lenka Šarounová. Il présente une orbite caractérisée par un demi-grand axe de 2,34 UA, une excentricité de 0,17 et une inclinaison de 3,1° par rapport à l'écliptique.

## Compléments